# Bockelwitz
Bockelwitz là một đô thị trong huyện Mittelsachsen, bang tự do Sachsen, nước Đức. Đô thị Bockelwitz có diện tích 34,54 km², dân số thời điểm ngày 31 tháng 12 năm 2005 là 2798 người.